# Finland op het Eurovisiesongfestival 2012
Finland nam deel aan het Eurovisiesongfestival 2012 in Bakoe, Azerbeidzjan. Het was de 46ste deelname van het land op het Eurovisiesongfestival. YLE was verantwoordelijk voor de Finse bijdrage voor de editie van 2012.

## Selectieprocedure
De Finse openbare omroep koos ervoor Euroviisut stop te zetten en via een nieuwe talentenjacht een kandidaat voor het Eurovisiesongfestival te kiezen. De nieuwe nationale voorronde kreeg de naam Uuden Musiikin Kilpailu. De winnares van de eerste editie was Pernilla Karlsson met haar nummer När jag blundar. Het was de tweede keer in geschiedenis dat Finland met een nummer kwam die in het Zweeds gezongen werd. 

## In Bakoe
Finland moest in de eerste halve finale aantreden, op dinsdag 20 mei 2012. Finland was als negende van achttien landen aan de beurt, na België en voor Israël. Bij het openen van de enveloppen bleek dat Pernilla Karlsson zich niet had weten te plaatsen voor de grote finale. Na afloop van het festival werd duidelijk dat Finland op de twaalfde plaats was geëindigd in de eerste halve finale, met 41 punten. De Finnen kregen wel het maximum van twaalf punten van Hongarije.